# Francis Newton
Pour les articles homonymes, voir Newton.
Francis Newton (Washington, 3 janvier 1874 - Greenwich, Connecticut, 3 août 1946) est un golfeur américain. En 1904, il remporta une médaille d'argent et de bronze en golf aux Jeux olympiques de 1904, dans les catégories individuel et par équipe.